# Ammocibicoides
Ammocibicoides es un género de foraminífero bentónico de la subfamilia Placopsilininae, de la familia Placopsilinidae, de la superfamilia Lituoloidea, del suborden Lituolina y del orden Lituolida. Su especie tipo es Ammocibicoides notalnus. Su rango cronoestratigráfico abarca el Holoceno.

## Discusión
Clasificaciones previas incluían Ammocibicoides en el suborden Textulariina del orden Textulariida, o en el orden Lituolida sin diferenciar el suborden Lituolina.

## Clasificación
Ammocibicoides incluye a la siguiente especie:
- Ammocibicoides notalnus